# ديفيد ستيوارت (سياسي أمريكي، مواليد 1800)
ديفيد ستيوارت (بالإنجليزية: David Stewart)‏ هو محامي وسياسي أمريكي، ولد في 13 سبتمبر 1800 في بالتيمور في الولايات المتحدة، وتوفي بنفس المكان في 5 يناير 1858. نشط حزبياً في حزب اليمين. وقد انتخب عضو مجلس الشيوخ الأمريكي.